# Will van Kralingen
Willemina van Kralingen, detta Will (Nimega, 1º ottobre 1951 – Amsterdam, 9 novembre 2012), è stata un'attrice olandese, che era attiva in campo cinematografico e - soprattutto - televisivo e teatrale a partire dalla fine degli anni settanta.
Complessivamente, tra cinema e televisione, partecipò - a partire dall'inizio degli anni ottanta - a circa una trentina di differenti produzioni.  Tra i suoi ruoli più noti, figurano quello di Lydia nel film Havinck (1987) e quello di Ellis Flammand nella serie televisiva Flikken - Coppia in giallo (Flikken Maastricht, 2007 e 2011).
Era la sorella della cantante Miranda van Kralingen e fu la moglie dell'attore Eric Schneider e del produttore Pim Wallis de Vries.

## Biografia

### Morte
Ammalatasi gravemente di cancro al seno nel 2011 (malattia che l'aveva già colpita una prima volta ad inizio anni novanta), si spegne all'alba  di venerdì 9 novembre 2012   presso l'ospedale "Antoni van Leeuwenhoek"  di Amsterdam, a soli 61 anni.

## Filmografia

### Cinema
- Havinck (1987) - ruolo: Lydia
- Een scherzo furioso (1990)
- Belle van Zuylen - Madame de Charrière (1993) - Isabelle de Charrière
- Hoogste tijd (1995) - Charlotte
- Temmink: The Ultimate Fight (1998) - Yvonne Bouhali
- Wilde mossels (2000)
- Liefje (2001) - Dorien
- Storm in mijn hoofd, regia di Frans Weisz (2001)
- De goede dood (2012)

### Televisione
- Armoede - serie TV, 2 episodi (1982-1983)
- Mensen zoals jij en ik - serie TV, 1 episodio (1985)
- Het wassende water - miniserie TV (1986) - ruolo: Aaigie Scheer
- Retrospectief - film TV (1990)
- De zomer van '45 - miniserie TV (1991) - Anna
- De wereld van Ludovic - film TV (1993)
- Oog in oog - serie TV (1993)
- Bruin goud - film TV (1993)
- Pleidooi - serie TV, 1 episodio (1994)
- De Malle Tennispet - film TV (1997) - Yvonne Rijpma
- Het jaar van de opvolging - miniserie TV (1998) - Marleen
- Thuisfront - film TV (1998) - Emma
- Zebra - serie TV, 1 episodio (1998) - Sig.ra Simmons
- Uitmarkt '99 - film TV (1999)
- Baantjer - serie TV, 1 episodio (2000)
- Hartslag - serie TV (2002) - Annet Edelman
- Hartslag - serie TV (2004) - Annet Edelman
- Stubbe - Von Fall zu Fall - serie TV, 1 episodio (2006) - Irma Lyppsen
- Flikken - Coppia in giallo (Flikken Maastricht) - serie TV (2007) - Ellis Flammand
- Flikken - Coppia in giallo (Flikken Maastricht) - serie TV (2011) - Ellis Flamand

## Premi e riconoscimenti
- 1995: Gouden Kalf per il suo ruolo nel film Havinck[2][3][4][6][7][9]
- 2007: Theo d'Or come miglior attrice teatrale per il ruolo di Elisabetta in "Maria Stuarda"[2][6][7][9]

## Doppiatrici italiane
- Cristina Giolitti, in: Flikken - Coppia in giallo[5]